# قرار الجمعية العامة للأمم المتحدة ES-10/18
صدر قرار الجمعية العامة للأمم المتحدة ES-10/18 خلال الجلسة الاستثنائية الطارئة العاشرة ردًا على حرب غزة (2008-2009). وكان هدفها تنفيذ قرار مجلس الأمن رقم 1860، الذي يدعو إلى وقف فوري لإطلاق النار، وانسحاب القوات الإسرائيلية من غزة، وتوزيع المساعدات الإنسانية دون عوائق. تبني القرار بتأييد ساحق (142-3) وامتناع 9 أعضاء عن التصويت.

## سجل التصويت
| \| - أفغانستان - ألبانيا - الجزائر - أندورا - أنغولا - الأرجنتين - أرمينيا - النمسا - أذربيجان - باهاماس - البحرين - بنغلاديش - باربادوس - بيلاروسيا - بلجيكا - بليز - بنين - بوتان - بوليفيا - البوسنة والهرسك - بوتسوانا - البرازيل \| - بروناي - بلغاريا - بوركينا فاسو - بوروندي - كمبوديا - تشيلي - الصين - كولومبيا - جزر القمر - جمهورية الكونغو - كوستاريكا - كرواتيا - كوبا - قبرص - التشيك - كوريا الشمالية - الدنمارك - مصر - السلفادور - إريتريا \| - إستونيا - إثيوبيا - فنلندا - مقدونيا الشمالية - فرنسا - غامبيا - ألمانيا - اليونان - غرينادا - غواتيمالا - غينيا - غويانا - هايتي - هندوراس - المجر - آيسلندا - الهند - العراق - أيرلندا - إيطاليا \| - جامايكا - اليابان - الأردن - كازاخستان - كينيا - الكويت - \\| لاوس - لاتفيا - لبنان - ليسوتو - الجماهيرية العربية الليبية الشعبية الاشتراكية العظمى - ليختنشتاين - ليتوانيا - لوكسمبورغ - مدغشقر - ماليزيا - جزر المالديف - مالي - مالطا - موريتانيا \| - موريشيوس - المكسيك - موناكو - منغوليا - الجبل الأسود - المغرب - موزمبيق - ميانمار - ناميبيا - نيبال - هولندا - نيوزيلندا - نيكاراجوا - النيجر - النرويج - سلطنة عمان - باكستان - بنما - بابوا غينيا الجديدة - بيرو \| - بولندا - البرتغال - قطر - كوريا الجنوبية - مولدوفا - رومانيا - روسيا - سانت لوسيا - سانت فينسنت والغرينادين - سان مارينو - السعودية - السنغال - صربيا - سيراليون - سنغافورة - سلوفاكيا - سلوفينيا - جزر سليمان - جنوب إفريقيا - إسبانيا \| - سريلانكا - سوازيلاند - السويد - سويسرا - طاجيكستان - تايلاند - ترينيداد وتوباغو - تونس - تركيا - أوغندا - أوكرانيا - الإمارات العربية المتحدة - المملكة المتحدة - تنزانيا - أوروغواي - أوزبكستان - فيتنام - اليمن - زامبيا - زيمبابوي \| | - أستراليا - كندا - ساحل العاج - الإكوادور - إندونيسيا - إيران - نيجيريا - سوريا - فنزويلا | - إسرائيل - ناورو - الولايات المتحدة | - \| أنتيغوا وباربودا - الرأس الأخضر - الكاميرون - جمهورية إفريقيا الوسطى - تشاد - جمهورية الكونغو الديمقراطية - جيبوتي - دومينيكا - جمهورية الدومينيكان - غينيا الاستوائية - فيجي - الغابون - جورجيا - غانا - غينيا بيساو - كيريباتي - قرغيزستان - ليبيريا - مالاوي - جزر مارشال - ولايات ميكرونيسيا المتحدة - بالاو - باراغواي - الفلبين - رواندا - سانت كيتس ونيفيس - ساموا - ساو تومي وبرينسيب - سيشل - الصومال - السودان - سورينام - تيمور الشرقية - توغو - تونغا - تركمانستان - توفالو - فانواتو | | | |
| - أفغانستان - ألبانيا - الجزائر - أندورا - أنغولا - الأرجنتين - أرمينيا - النمسا - أذربيجان - باهاماس - البحرين - بنغلاديش - باربادوس - بيلاروسيا - بلجيكا - بليز - بنين - بوتان - بوليفيا - البوسنة والهرسك - بوتسوانا - البرازيل | - بروناي - بلغاريا - بوركينا فاسو - بوروندي - كمبوديا - تشيلي - الصين - كولومبيا - جزر القمر - جمهورية الكونغو - كوستاريكا - كرواتيا - كوبا - قبرص - التشيك - كوريا الشمالية - الدنمارك - مصر - السلفادور - إريتريا | - إستونيا - إثيوبيا - فنلندا - مقدونيا الشمالية - فرنسا - غامبيا - ألمانيا - اليونان - غرينادا - غواتيمالا - غينيا - غويانا - هايتي - هندوراس - المجر - آيسلندا - الهند - العراق - أيرلندا - إيطاليا | - جامايكا - اليابان - الأردن - كازاخستان - كينيا - الكويت - \| لاوس - لاتفيا - لبنان - ليسوتو - الجماهيرية العربية الليبية الشعبية الاشتراكية العظمى - ليختنشتاين - ليتوانيا - لوكسمبورغ - مدغشقر - ماليزيا - جزر المالديف - مالي - مالطا - موريتانيا | - موريشيوس - المكسيك - موناكو - منغوليا - الجبل الأسود - المغرب - موزمبيق - ميانمار - ناميبيا - نيبال - هولندا - نيوزيلندا - نيكاراجوا - النيجر - النرويج - سلطنة عمان - باكستان - بنما - بابوا غينيا الجديدة - بيرو | - بولندا - البرتغال - قطر - كوريا الجنوبية - مولدوفا - رومانيا - روسيا - سانت لوسيا - سانت فينسنت والغرينادين - سان مارينو - السعودية - السنغال - صربيا - سيراليون - سنغافورة - سلوفاكيا - سلوفينيا - جزر سليمان - جنوب إفريقيا - إسبانيا | - سريلانكا - سوازيلاند - السويد - سويسرا - طاجيكستان - تايلاند - ترينيداد وتوباغو - تونس - تركيا - أوغندا - أوكرانيا - الإمارات العربية المتحدة - المملكة المتحدة - تنزانيا - أوروغواي - أوزبكستان - فيتنام - اليمن - زامبيا - زيمبابوي |

## أنظر أيضاً
- الدورة الاستثنائية الطارئة العاشرة للجمعية العامة للأمم المتحدة
- الحرب على غزة (2008–2009)
- قرار الجمعية العامة للأمم المتحدة ES-10/19
- قرار الجمعية العامة للأمم المتحدة ES-10/L.23
- قرار الجمعية العامة للأمم المتحدة ES-10/21
- قرار الجمعية العامة للأمم المتحدة
- قرار مجلس الأمن التابع للأمم المتحدة رقم 1860